# Novo-tatarszkoje temető

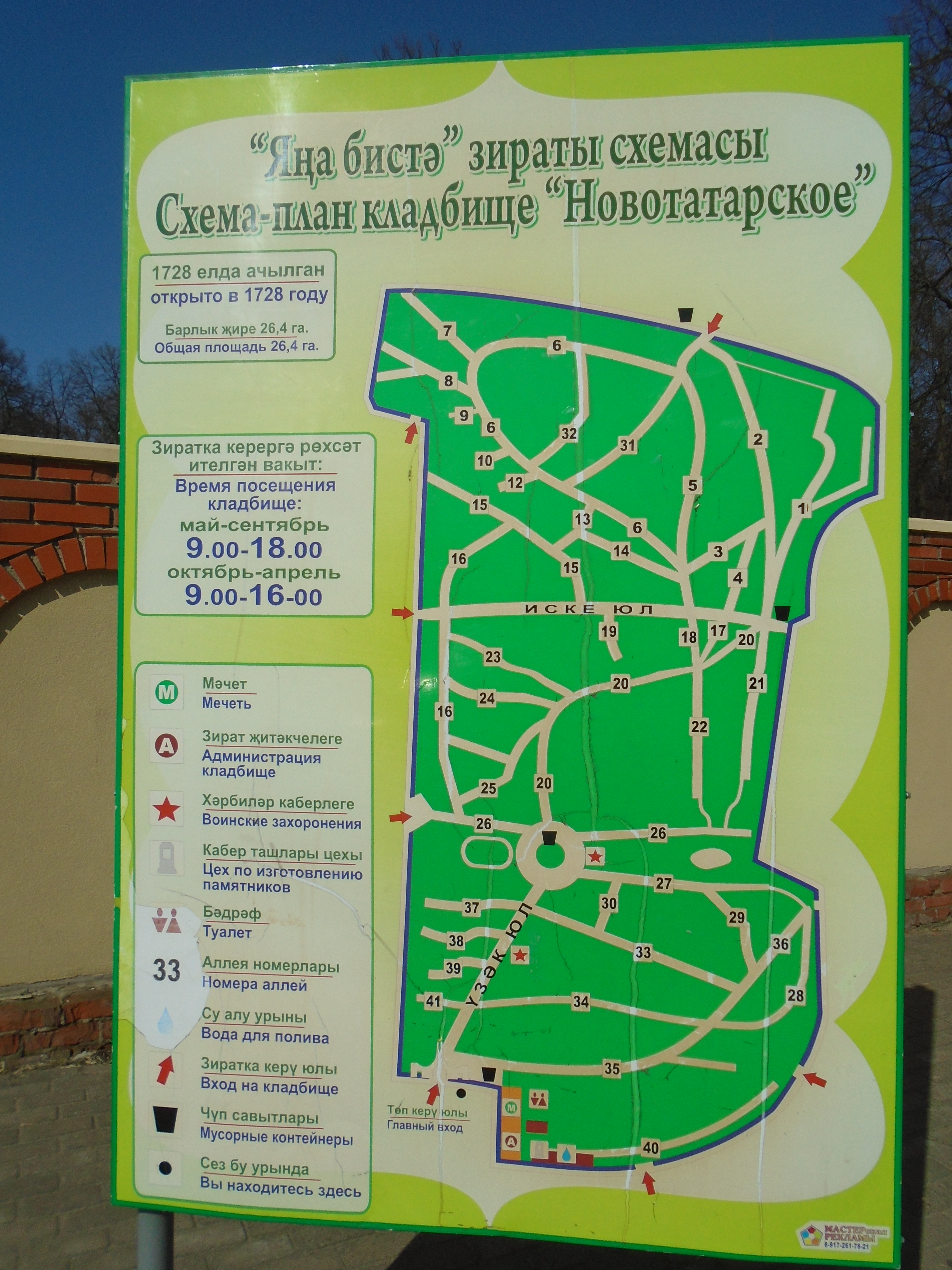
A temető térképe

A Novo-tatarszkoje temető vagy köznapi nevén Tatár temető (tatárul: Яңа бистә зираты, oroszul: Татарское кладбище в Ново-Татарской слободе) a legrégebbi temető Kazanyban, a város Vahitov kerületében található Jana Biszta (tatárul: Яңа бистә [Új település], oroszul: Ново-Татарская слобода) városrészén, a Prigorodnaja ulica 1. szám alatt található. A tatár kultúra számos neves alakja nyugszik itt.

## Története
A 18. század első  felében Jana Biszta település létrejöttével keletkezett a temető is. Az első ismert temetés ideje az 1728-as esztendő. A tatárokat Iszke tatár településről (tatárul: Иске татар бистә, oroszul: Старо-Татарская слобода) több ütemben erőszakosan telepítették ki a helyi hatóságok az új településre.
A temető muszlim sírköveire arab, latin vagy cirill betűkkel írták az elhunytak neveit. A temető szinte teljes fennállása alatt a város fő tatár temetője volt. Új sírhelyekre már nincs elég hely, a temető megtelt, így csak a meglévő sírokba temetnek rokonokat, hozzátartozókat.

## Híres elhunytak
- Abdurahman Abszaljamov (1911–1979) tatár író
- Alfija Abzalova (1933–2017) tatár énekesnő
- Halil Abzsalilov (1896–1963) tatár színész, színház rendező
- Fatiha Ajitova (1866–1946) tatár tanár, filantróp
- Fatih Amirhan (1886–1926) tatár író, újságíró
- Galimdzsan Barugyi (1857–1921) orosz-tatár vallási személyiség, tanár
- Gumer Basirov (1901–1999) tatár író, szerkesztő
- Hajdar Bigicsev (1949–1998) tatár operaénekes
- Gulszum Bolgarszkaja (1891–1968) tatár színésznő
- Ajaz Giljazov (1928–2002) tatár író, drámaíró, publicista
- Naki Iszanbet (1899–1992) tatár író, költő
- Rusztem Jahin (1921–1993) tatár zeneszerző
- Gabdulla Karijev (1886–1920) tatár színész, rendező
- Ahmedhagyi Makszugyi (1868–1941) tatár nyelvész
- Hamil Mustari (1900–1981) tatár fizikus
- Kajum Nasziri (1825–1902) tatár néprajzkutató, író, pedagógus
- Szara Szadikova (1906–1986) tatár operaénekesnő, zeneszerző
- Szalih Szajdasev (1900–1954) tatár zeneszerző
- Gabdulla Tukaj (1886–1913) tatár költő
- Rasid Vagapov (1908–1962) tatár operaénekes

## Galéria

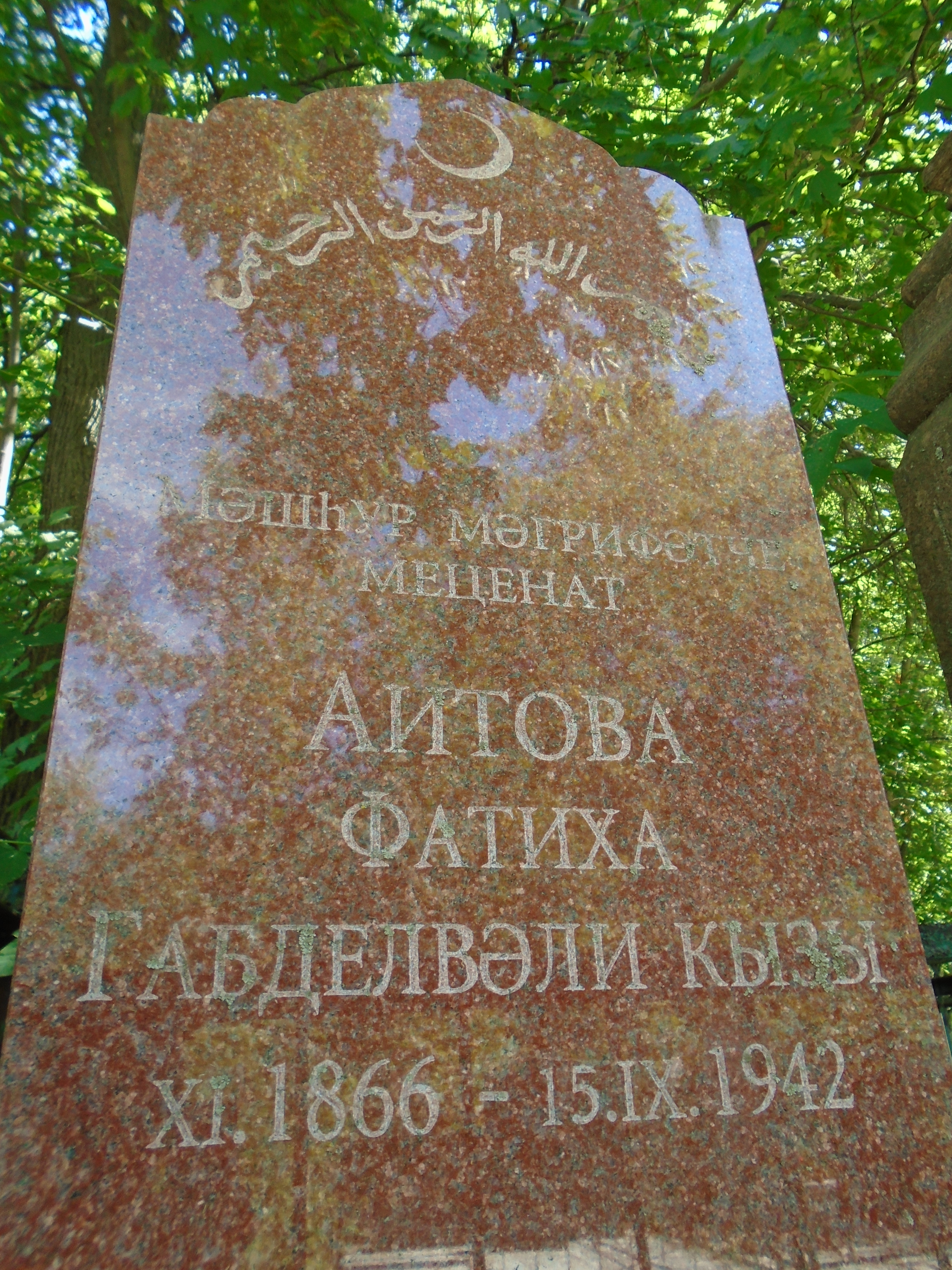
Fatiha Ajitova tanár, filantróp sírja
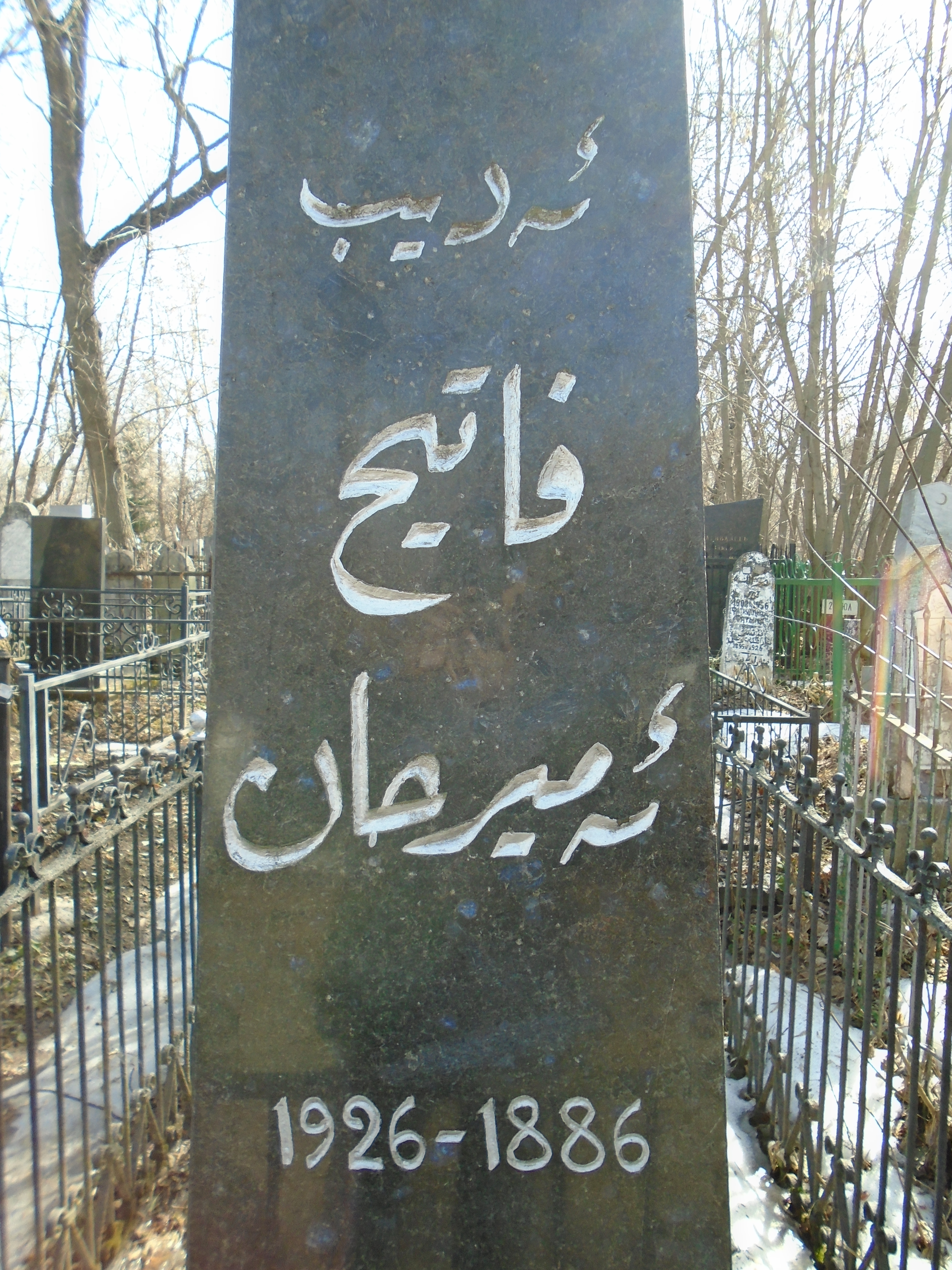
Fatih Amirhan író, újságíró sírja
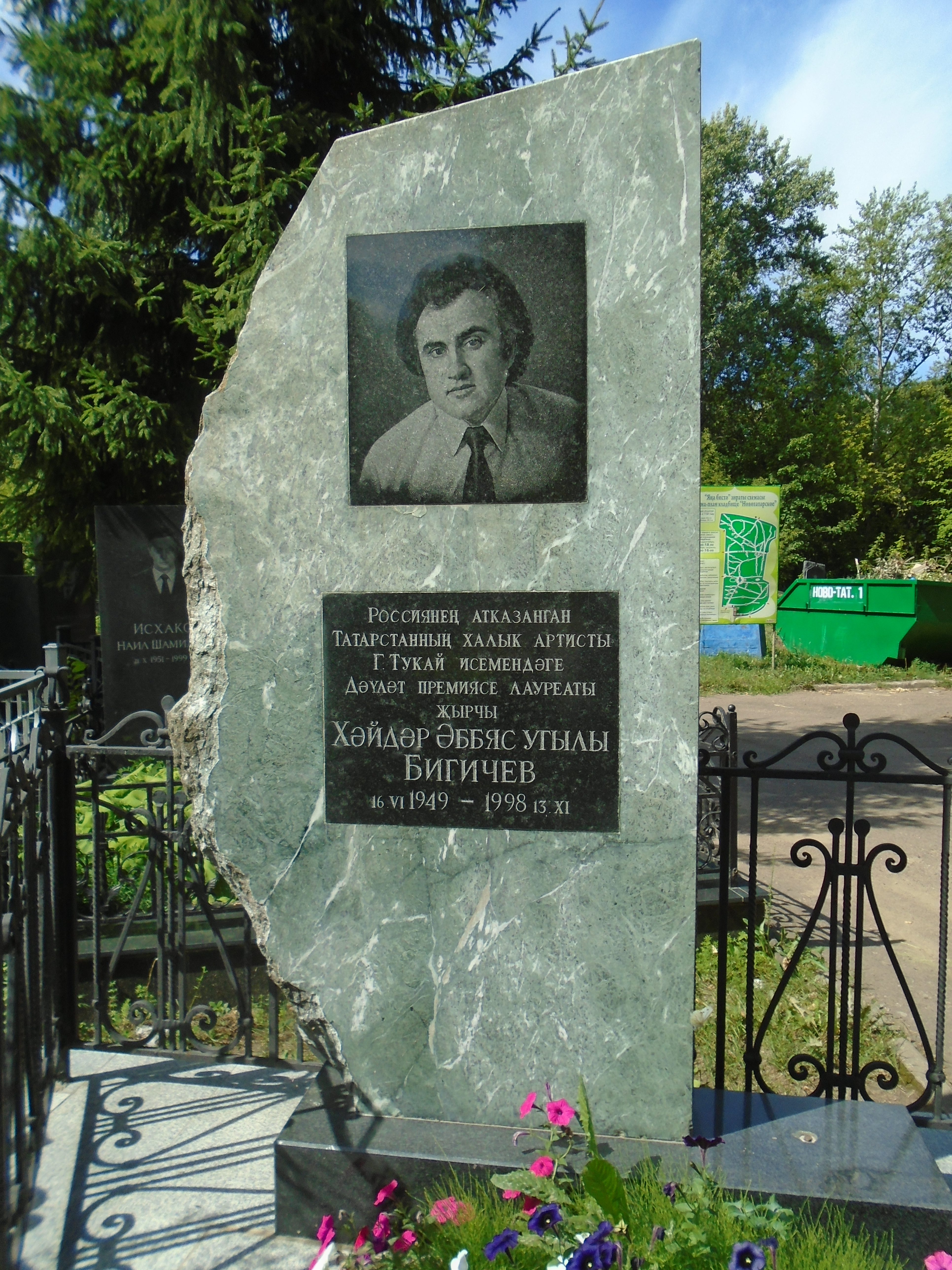
Hajdar Bigicsev operaénekes sírja
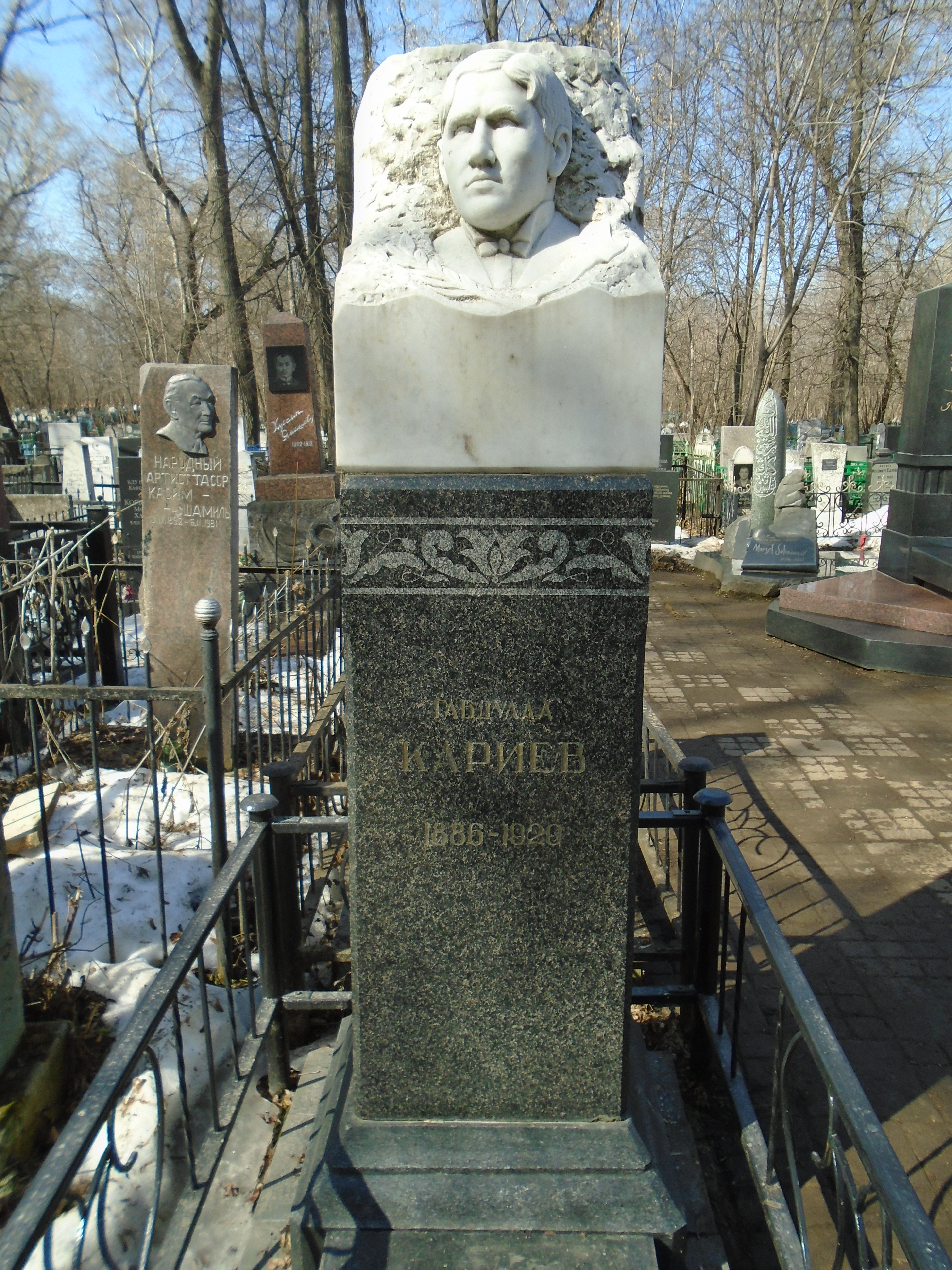
Gabdulla Karijev színész, rendező sírja
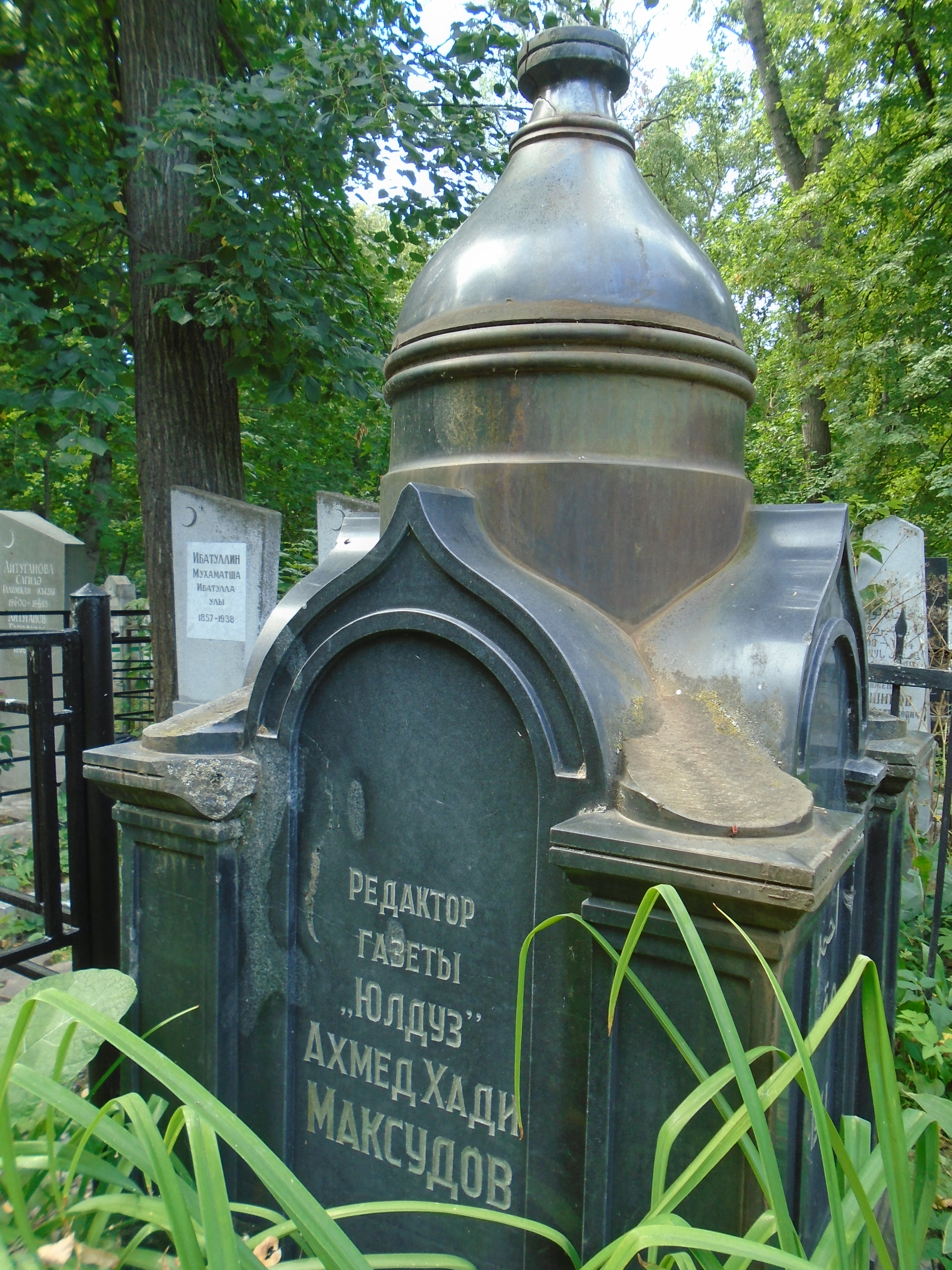
Ahmedhagyi Makszugyi nyelvész sírja
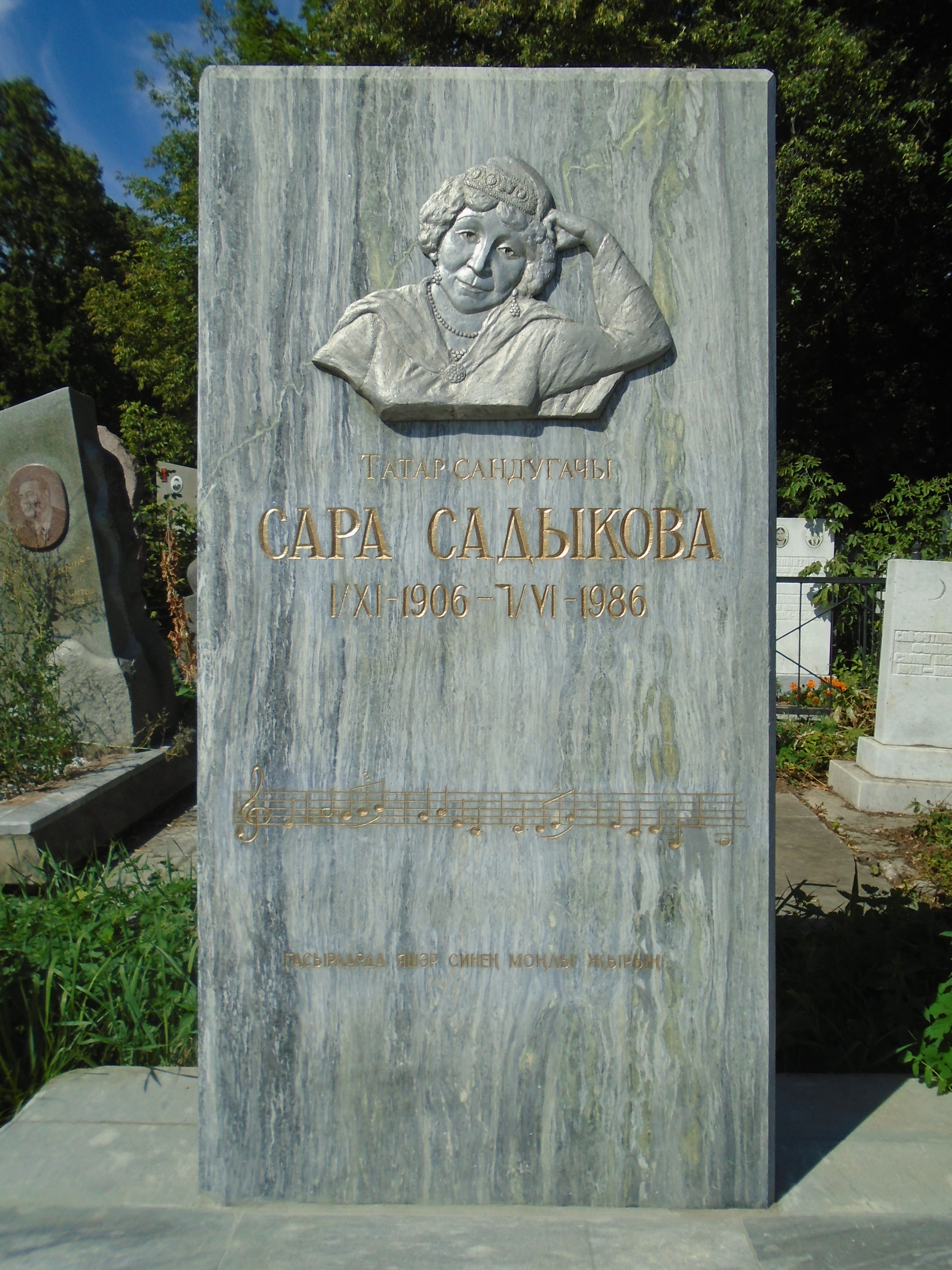
Szara Szadikova operaénekesnő, zeneszerző sírja
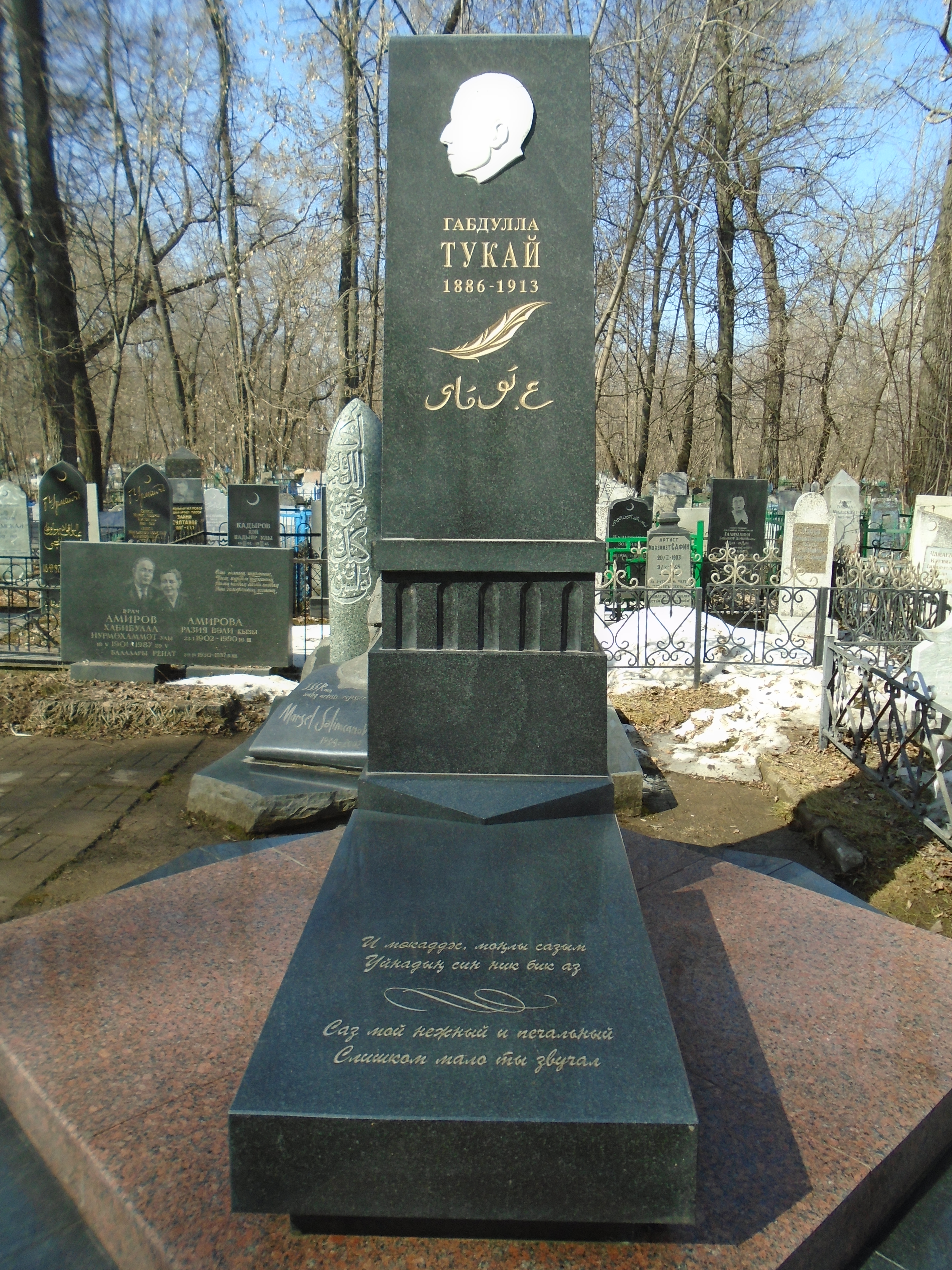
Gabdulla Tukaj költő sírja

## Fordítás
- Ez a szócikk részben vagy egészben  a(z)   Ново-Татарское кладбище című orosz Wikipédia-szócikk ezen változatának fordításán alapul.  Az eredeti cikk szerkesztőit annak laptörténete sorolja fel. Ez a jelzés csupán a megfogalmazás eredetét és a szerzői jogokat jelzi, nem szolgál a cikkben szereplő információk forrásmegjelöléseként.